# Ove Tjernberg
Sten Ove Filip Tjernberg,  född 27 december 1928 i Uppsala, död 7 mars 2001 i Hökhuvuds församling, Östhammars kommun, Uppsala län, var en svensk skådespelare.

## Biografi
Ove Tjernberg var son till Filip Tjernberg och Kristina Sandström. Han odlade sitt teaterintresse redan i skolan med att spela teater. 1946 spelade han studentteater vid Uppsala universitet, trots att han inte gick på universitetet.
Han studerade vid Göteborgs stadsteaters elevskola från 1948, blev premiärelev 1950 och tillhörde den fasta ensemblen vid teatern 1951–1957. År 1958 kom han till Folkteatern i Göteborg varefter han lämnade staden och 1960 knöts till Stockholms stadsteater innan han 1966 fick engagemang vid Dramaten. Starkt vänsterorienterad var han med i utvecklandet av gruppteatern med föreställningar som Zigenare (1968) och senare NJA-pjäsen Nils Johan Andersson, vilken 1970 framfördes i TV.
Under 1960-talet inledde han ett mångårigt skådespeleri för TV-teatern. Han kom till Uppsala stadsteater på 1970-talet, fortsatte i Borås och sedan Göteborg varpå han 1987 började på Norrbottensteatern. Under denna tid var han också tidvis knuten till Riksteatern.
Ove Tjernberg, som en tid var trolovad med författaren Katarina Taikon (1932–1995), var gift första gången 1954–1956 med skådespelaren Ann-Marie Gyllenspetz (1932–1999), andra gången 1957–1973 med skådespelaren Lena Söderblom (född 1935), tredje gången 1976–1977 med journalisten och författaren Bodil Österlund (född 1951), fjärde gången 1978–1981 med socionomen Kristina Hallams (född 1952) och femte gången från 1989 och till sin död med Hjördis Berling (född 1939). Bland barnen märks läraren Angelica Ström och musikern Per Tjernberg.

## Filmografi (urval)
- 1952 – Ubåt 39
- 1957 – Synnöve Solbakken
- 1958 – Musik ombord
- 1962 – Chans
- 1964 – Bröllopsbesvär
- 1964 – Henrik IV
- 1964 – Älskling på vift
- 1965 – Morianerna
- 1965 – Nattcafé
- 1965 – Den nya kvinnan
- 1966 – Operation Argus (TV-serie)
- 1969 – Res till Mallorca! (TV-film)
- 1970 – Reservatet
- 1973 – Någonstans i Sverige (TV-serie)
- 1973 – Den vita stenen (TV-serie)
- 1973 – Mona och Marie (TV-serie)
- 1976 – De lyckligt lottade (TV-serie)
- 1977 – Hammarstads BK (TV-serie)
- 1978 – Bomsalva
- 1978 – Järnspisrum
- 1981 – Pappa och himlen
- 1982 – Polisen som vägrade svara (TV-serie)
- 1982 – Flygande service (TV-serie)
- 1982 – Om kärlek är... (TV-serie)
- 1982 – Flickan som inte kunde säga nej (TV-film)
- 1983 – Utflykten
- 1984 – Martin Frosts imperium (TV-film)
- 1985 – Rid i natt! (TV-serie)
- 1988 – Träpatronerna (TV-serie)
- 1989 – Glenn och Gloria
- 1993 – Blank päls och starka tassar (TV-serie)
- 1994 – Läckan (TV-serie)
- 1996 – Jägarna

## Teater

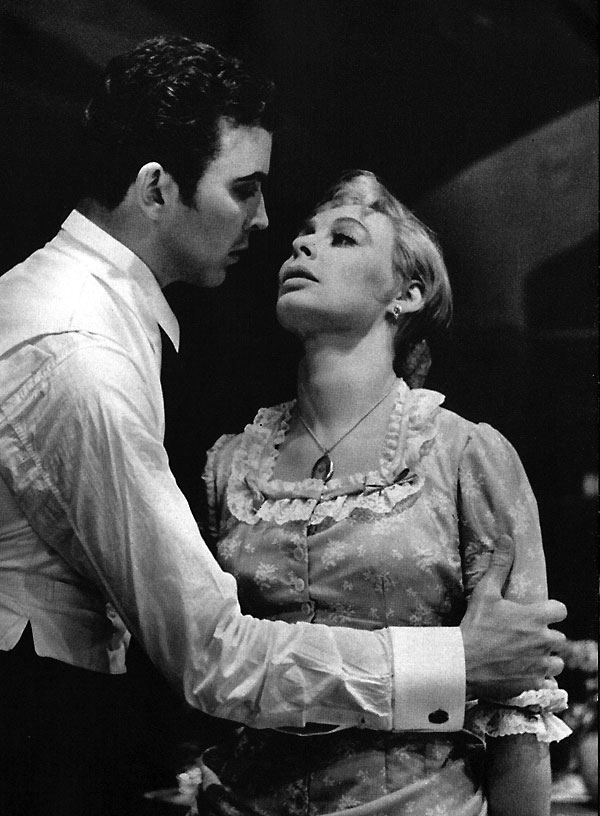
Ove Tjernberg och Gerd Hagman i en uppsättning av Fröken Julie för folkparkerna 1955.

### Roller (ej komplett)
| År   | Roll                       | Produktion                                                                       | Regi             | Teater                                  |
| ---- | -------------------------- | -------------------------------------------------------------------------------- | ---------------- | --------------------------------------- |
| 1948 | Polis                      | Tjuvarnas bal (Le Bal des voleurs) Jean Anouilh                                  | Ingmar Bergman   | Göteborgs stadsteater                   |
| 1949 |                            | Fröjd för stunden (Present Laughter) Noël Coward                                 | Ernst Eklund     | Lisebergsteatern                        |
| 1950 | Soldat                     | Guds ord på landet (Divinas palabras) Ramón del Valle-Inclán                     | Ingmar Bergman   | Göteborgs stadsteater                   |
| 1950 | Hallåmannen En annan polis | Drömflickan (Dream Girl) Elmer Rice                                              | Knut Ström       | Göteborgs stadsteater, 13 oktober 1950  |
| 1950 | Jens                       | Kärlek (Kærlighed) Kaj Munk                                                      | Torsten Hammarén | Göteborgs stadsteater, 24 november 1950 |
| 1951 |                            | Den kaukasiska kritcirkeln (Der kaukasische Kreidekreis) Bertolt Brecht          | Bengt Ekerot     | Göteborgs stadsteater, november 1951    |
| 1952 | Flöjt, bälgflickare        | En midsommarnattsdröm (A Midsummer Night's Dream) William Shakespeare            | Knut Ström       | Göteborgs stadsteater, 8 februari 1952  |
| 1952 | Infanten av Navarra        | Den döda drottningen (La Reine morte) Henry de Montherlant                       | Bengt Ekerot     | Göteborgs stadsteater, 21 mars 1952     |
| 1952 | Adam                       | I skvallerspegeln (Under The Sycamore Tree) Samuel Spewack                       | Knut Ström       | Göteborgs stadsteater 29 augusti 1952   |
| 1952 | Lennart, en ung bonde      | Den yttersta dagen Stig Dagerman                                                 | Bengt Ekerot     | Göteborgs stadsteater, 11 oktober 1952  |
| 1953 |                            | Änglavakt (La Cuisine des anges) Albert Husson                                   | Helge Wahlgren   | Göteborgs stadsteater                   |
| 1953 | Laertes, son till Polonius | Hamlet William Shakespeare                                                       | Bengt Ekerot     | Göteborgs stadsteater, 9 september 1953 |
| 1953 |                            | Så går fem år (Asi que pasen cinco años) Federico Garcia Lorca                   | Bengt Lagerkvist | Göteborgs stadsteater, 16 oktober 1953  |
| 1953 | Lyngstrand                 | Frun från havet (Fruen fra havet) Henrik Ibsen                                   | Torsten Hammarén | Göteborgs stadsteater, 26 november 1953 |
| 1954 | Horn                       | Gustav III August Strindberg                                                     | Bengt Lagerkvist | Göteborgs stadsteater, 13 januari 1954  |
| 1956 | Adam Brant                 | Klaga månde Elektra (Mourning Becomes Electra) Eugene O'Neill                    | Åke Falck        | Göteborgs stadsteater, 28 mars 1956     |
| 1957 | Johan Larsson              | Isak Juntti hade många söner Björn-Erik Höijer                                   | Gunnar Ekström   | Folkteatern, Göteborg                   |
| 1958 | Christy Mahon              | Hjälten på den gröna ön (The Playboy of the Western World) John Millington Synge | Mats Johansson   | Folkteatern, Göteborg                   |
| 1958 |                            | Mannen, djuret och dygden (L'uomo, la bestia e la virtù) Luigi Pirandello        | Gunnar Ekström   | Folkteatern, Göteborg                   |
| 1959 |                            | Kapten Kid Tore Zetterholm                                                       | Mats Johansson   | Folkteatern, Göteborg                   |
| 1959 |                            | Romans på slottet Staffan Tjerneld och Kai Normann Andersen                      | Jackie Söderman  | Folkteatern, Göteborg                   |
| 1964 | André Sebastian            | Match Michel Fermaud                                                             | Tom Dan-Bergman  | Lilla Teatern                           |
| 1969 | Älskaren                   | Pojken i sängen Vilgot Sjöman                                                    | Vilgot Sjöman    | Scalateatern                            |

### Regi (ej komplett)
| År   | Produktion                                   | Upphovsmän                                  | Teater            |
| ---- | -------------------------------------------- | ------------------------------------------- | ----------------- |
| 1952 | Albert och Julia, eller Kärleken efter döden | Erik Johan Stagnelius                       | Atelierteatern    |
| 1975 | Modern Die Mutter                            | Bertolt Brecht Översättning Bengt Anderberg | Borås stadsteater |

## Radioteater

### Roller
| År   | Roll           | Produktion                                                 | Regi                |
| ---- | -------------- | ---------------------------------------------------------- | ------------------- |
| 1950 | Lloyd Hastings | Miljonpundssedeln (The Million Pound Bank Note) Mark Twain | Benkt-Åke Benktsson |